# Rogersella eburnea
Rogersella eburnea är en svampart som beskrevs av Hjortstam & Høgholen 1980. Rogersella eburnea ingår i släktet Rogersella och familjen Schizoporaceae.   Inga underarter finns listade i Catalogue of Life.